# Charka

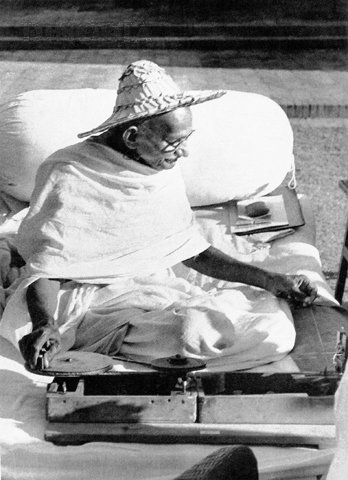
Gandhi fila con la charka nel 1946

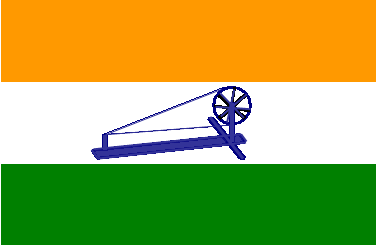
Il charka nella bandiera indiana nel 1931

Il charka è un tipo di ruota per filare usata in India per la filatura del cotone.
Il Mahatma Gandhi lo consigliò per l'uso casalingo allo scopo di boicottare le stoffe inglesi.
In Hindi carkh, derivato dal persiano charkha, diminutivo di charkh, lana, dall'antico persiano *carka.